# 清化寺石佛
清化寺石佛，位于中国河北省保定市西郭村北，为保定市曲阳县的一个省级文物保护单位，类型为石刻，公布时间为1993年7月15日。
清化寺石佛的历史年代为北朝。